# Эгремонт, Джон
Джон Эгремонт (англ. John Egremont; ок. 1459 — после 30 мая 1505) — английский рыцарь и мятежник, незаконнорождённый сын Томаса Перси, 1-го барона Эгремонта. В 1489 году был одним из лидеров Йоркширского восстания, после подавления которого бежал в Нидерланды, найдя пристанище при дворе герцогини Бургундской. Позже смог вернуться в Англию, получив некоторые из поместий Перси.
В некоторых источниках Джон назван «лорд Эгремонт», но в английский парламент он никогда не вызывался.

## Происхождение
Джон происходил из аристократического рода Перси, игравшего ведущую роль в Северо-Восточной Англии. Его отцом был Томас Перси, 1-й барон Эгремонт, 2-й сын Генри Перси, 2-го графа Нортумберленда, и Элеоноры Невилл. Современники описывают Томаса как «вздорного, вспыльчивого и презрительно относящегося к любой власти». Получив благодаря влиянию отца баронский титул и имея владения в Камберленде, Томас в 1449—1453 годах неоднократно был вовлечён в беспорядки, чинил беззаконие и совершал нападения на королевских чиновников. В 1453—1454 годах барон Эгремонт активно участвовал в феодальной войне между Невиллами и Перси, но осенью 1454 года попал в плен после организованной около Стэмфорд Бридж засады и провёл 2 года в Ньюгетской тюрьме, откуда ему удалось бежать. Позже участвовал в войне Алой и Белой розы на стороне Ланкастеров. Погиб после разгрома королевской армии в битве при Нортгемптоне: вероятно, он попал в плен и был обезглавлен по приказу своего личного врага — Ричарда Невилла, графа Уорика.
Имя матери Джона неизвестно. О браке барона Эгремонта ничего не сообщается. Поскольку Джон никогда не наследовал баронию Эгремонт, а также учитывая тот факт, что он использовал родовое прозвание Эгремонт, а не Перси, предполагается, что он был незаконнорождённым.

## Биография
Джон родился около 1459 года, поскольку в 1480 году, когда он получил одно из бывших владений отца, ему должен был уже исполниться 21 год. В 1460 году погиб его отец. 
К середине 1470-х годов Джон был рыцарем и служил в Леконфилде у своего двоюродного брата Генри Перси, 4-го графа Нортумберленда. В 1478 году он получил от короля Эдуарда IV награду в 20 фунтов, а в 1480 году — ежегодную ренту в 20 фунтов. Король Ричард III предоставил ему аннуитет в 40 фунтов в год, что было обычным вознаграждением рыцарей-телохранителей. В марте 1484 года он упомянут в качестве королевского слуги, когда ему было пожаловано поместье Кемпстон в Бедфордшире в качестве награды за хорошую службу при подавлении восстания в предыдущем году.
После того как королём стал Генрих VII, Джон перешёл к нему на службу. В мае 1486 года король предоставил ему аннуитет в 40 марок с конфискованных земель виконта Ловела. Вероятно, Джон надеялся на восстановление для него баронии Эгремонт, принадлежавшей прежде его отцу. В феврале 1488 года он себя называл «Джон Эгремонт, лорд Эгремонт». Однако его надежды не сбылись. В результате в 1489 году Джон присоединился к восстанию в Йоркшире. Поводом для восстания послужило недовольство тяжёлыми налогами, установленными королём. Некоторые исследователи предполагают, что Джон был предан памяти короля Ричарда III. Однако у Эгремонта могли быть и более личные мотивы: возможно, граф Нортумберленд отказывался выделить ему принадлежавшие ранее его отцу земли.
Восстание началось 20 апреля 1489 года в Эйтоне в Кливленде, его возглавил йомен Роберт Чембер из Эйтона, которого тюдоровские хронисты путают со слугой Перси по имени Джон Чембер. 28 апреля мятежники убили графа Нортумберленда в Кок Лодже недалеко от Тирска. Дальше мятежники из Кливленда объединились с Эгремонтом, который возглавлял повстанцев в Северном и Восточном райдингах Йоркшира. Они добрались до Донкастера, но затем отступили к Йорку и 15 мая без боя заняли город благодаря своим сторонникам, открывшим ворота. К тому времени как Генрих VII выступил на север, авангард его армии, который возглавлял Томас Говард, граф Суррей, разогнал восставших. Джон Эгремонт к тому моменту отправился на север, пытаясь набрать людей в Ричмондшире. Узнав о поражении мятежников, он бежал ко двору Маргариты Йоркской, герцогини Бургундской, в Мехелен. Другой лидер восставших, Чембер, был повешен.
Однако в изгнании Джон пробыл недолго. Уже к 1492 году он заключил мирное соглашение с Генрихом VII и вернулся в Англию. Тот факт, что новый граф Нортумберленд, Генри Элджернон Перси, был малолетним, очевидно, помог ему добиться большего признания как члена рода Перси. В октябре 1493 года ему были пожалованы поместья Перси Айлхем в Кембриджшире и Форстон в Лестершире. При пожаловании он был назван «лорд Эгремонт». При этом в парламент он никогда не вызывался, а в списке 1492 года он назван среди рыцарей, а не баронов.
В ноябре 1495 года король послал Джона с дипломатической миссией к императору Максимилиану, касающейся предъявившего права на английский трон Перкина Уорбека. Посол Венеции в своём отчёте называет Джона «лордом Эгремонтом», но при этом добавляет, что тот не обладает серьёзной репутацией. Эгремонт вернулся в Англию в конце марта следующего года. 
Точно неизвестно, когда Джон умер. Последнее упоминание о нём относится к 30 мая 1505 года, когда он передал графу Нортумберленду своё поместье Каттертон в Йоркшире в обмен на аннуитет.
Неизвестно, был ли Джон женат. Но не исключено, что его вдовой была Мод Эгремонт, которая в начале 1520-х годов находилась на службе у графа Нортумберленда.